# Alexandre Pypine
Alexandre Nikolaïevitch Pypine (en russe : Александр Николаевич Пыпин), né le 25 mars 1833 (6 avril dans le calendrier grégorien) à Saratov et mort le 26 novembre 1904 (9 décembre dans le calendrier grégorien) à Saint-Pétersbourg, est un écrivain russe, historien, ethnographe et membre de l'académie des sciences de Saint-Pétersbourg (1898). C'est aussi le cousin germain de Tchernychevski.

## Biographie
Pypine commence ses études de littérature à l'université de Kazan en 1849 et 1850, puis termine l'université impériale de Saint-Pétersbourg en 1853. Il est ensuite professeur extraordinaire de diverses sociétés savantes de la capitale impériale liées à l'université et effectue des voyages d'études en Europe. Il commence à écrire en 1863 pour Le Contemporain publié par Nekrassov, où collaborait son cousin, puis dans Le Messager de l'Europe, en 1867. Il s'oppose à l'intervention de l'État dans le fonctionnement des universités. Il est ensuite correspondant à partir de 1891 de l'académie des sciences.
C'est un représentant majeur de l'école culturo-historique qui fait le lien avec la littérature et l'histoire de la société.

## Œuvre
- Histoire des lettres slaves, en deux tomes, 1879-1881,
- Histoire de la franc-maçonnerie russe du XVIIIe siècle au premier tiers du XIXe siècle, en collaboration avec Vladimir Spassovitch
- Histoire de l'ethnographie russe, en quatre tomes, 1890-1892
- Histoire de la littérature russe, en quatre tomes, 1911-1914
- Mes Notes à propos d'un mémoire relatant mon voyage de deux mois à Prague et Viatcheslav Hanka, publiées à Moscou en 1910
- Le panslavisme au passé et au présent, publié en 1913

## Adresses à Saint-Pétersbourg
- D'août 1853 à 1854, quai Jdanovka, N°7

## Crédit d'auteurs
- (ru) Cet article est partiellement ou en totalité issu de l’article de Wikipédia en russe intitulé « Пыпин, Александр Николаевич » (voir la liste des auteurs).